# Kalitta Air
Kalitta Air is een Amerikaanse luchtvaartmaatschappij die alleen vrachtvluchten uitvoert. De thuisbasis van de maatschappij is Willow Run Airport bij Ypsilanti (Michigan).

## Geschiedenis
In 1967 begon Conrad Kalitta een klein bedrijf dat auto-onderdelen vervoerde met een Cessna 310 die hij zelf bestuurde. Na verloop van tijd werd het bedrijf een grote maatschappij genaamd American International Airways. In 1984 begon AIA te vliegen met de Boeing 747, Lockheed L-1011 en de Douglas DC-8 voor vrachtvervoer, noodhulp en gecharterde passagiersvluchten. In 1990 en 1991 vloog AIA meer dan 600 missies om de Golfoorlog te ondersteunen. Ze waren tijdens hun hoogtijdagen een van de 25 grootste maatschappijen in de wereld.
In 1997 ging AIA samen met Kitty Hawk Inc en vormden samen Kitty Hawk International. Conrad Kalitta zelf redde het bedrijf door in april 2000 het noodlijdende bedrijf over te nemen en Kalitta Air op te richten.

## Bestemmingen
De maatschappij biedt landelijke en internationale vrachtvluchten aan. Er zijn enkele vaste routes die Kalitta Air aanhoudt; echter kan er ook on-demand vracht worden vervoerd. Kalitta Air kan ook worden opgeroepen voor het vervoeren van legeronderdelen als onderdeel van het Air Mobility Command.
In januari 2003 maakt Kalitta Air bekend een vaste vrachtdienst te laten vliegen op Schiphol en op Nottingham East Midlands Airport (Engeland).

## Vloot
Per september 2023 bestaat de vloot van Kalitta Air uit:
- 14 Boeing 747-400F
- 10 Boeing 747-400BCF
- 5 Boeing 777F

De gemiddelde leeftijd van de vloot is 22,1 jaar.

## Ongelukken

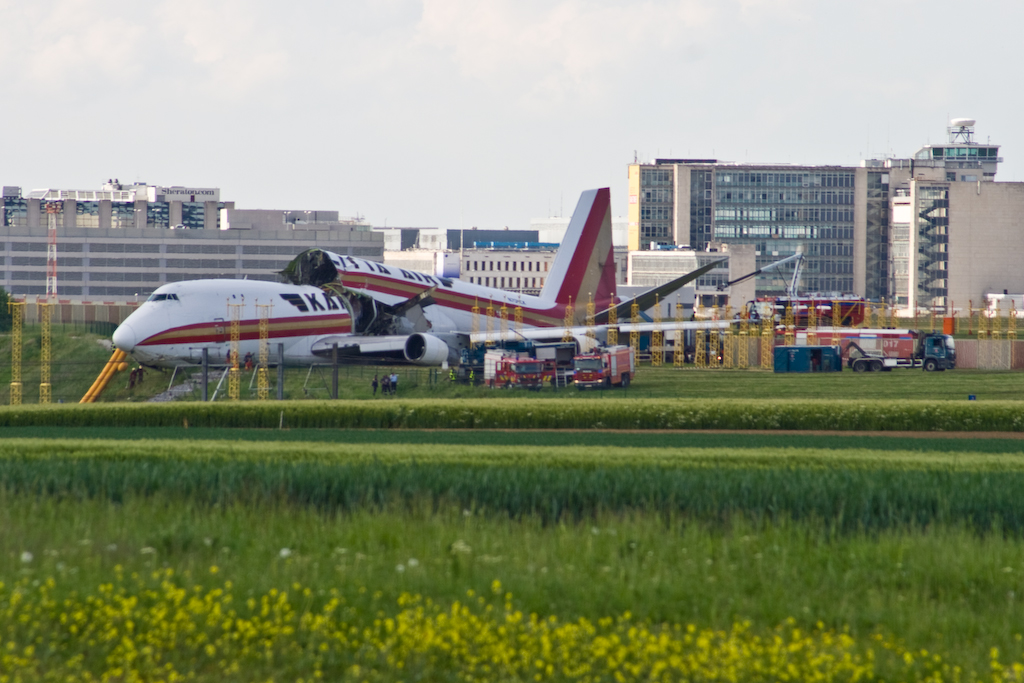
De Boeing 747 van Kalitta Air na het ongeval op 25 mei 2008

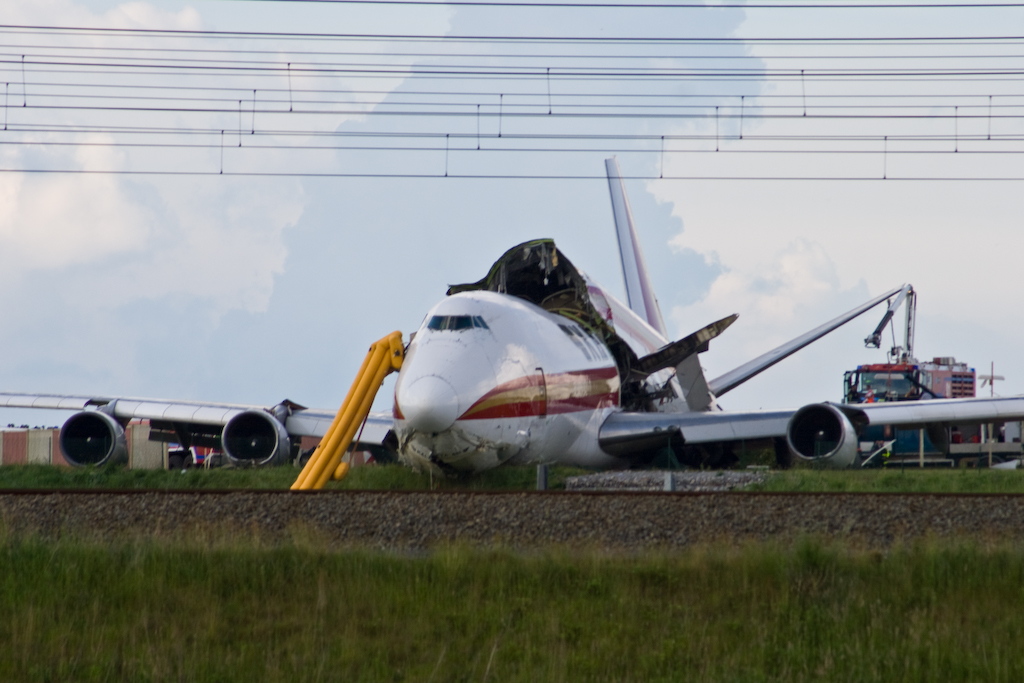
De Boeing 747 van Kalitta Air na het ongeval op 25 mei 2008

- Op 20 oktober 2004 heeft een Boeing 747 van Kalitta Air na de start vanaf Chicago O'Hare boven Lake Michigan (VS) motor nummer 1 verloren als gevolg van een technisch gebrek. Het toestel is vervolgens uitgeweken naar Detroit en daar veilig geland. Het betrokken toestel, een B747-132 daterend van november 1971, had staartnummer N709CK.[2][3][4]
- Op 25 mei 2008 brak een andere Boeing 747 in drie stukken na een poging om op te stijgen op de luchthaven van Zaventem (België). Tijdens het snelheid maken voor de take-off hoorde een van de vier crew-leden een luide knal en werden er door ooggetuigen vlammen gesignaleerd uit een van de motoren. Hierdoor raakte het vliegtuig niet tijdig van het tarmac. De piloot heeft nog geprobeerd om te remmen voor het einde van de startbaan maar dit lukte niet. Vervolgens schoof de Boeing op het einde van de startbaan de berm in. Hierdoor werd hij heel onstabiel en brak hij in drie stukken. Uiteindelijk schoof het vliegtuig door de omheining van de luchthaven en kwam tot stilstand op 50m van een drukke spoorlijn en op ongeveer 300 m van een woonwijk. Geen van de crew-leden raakte gewond. Het betrof een B747-209F van juli 1980 met staartnummer N704CK.[5][6][7]
- Op 7 juli 2008 is opnieuw een Boeing 747, nu met staartnummer N714CK, kort na de start neergestort op een boerderij bij de Colombiaanse hoofdstad Bogota. Het vliegtuig was om 03.15u plaatselijke tijd opgestegen op de luchthaven El Dorado te Bogota in Colombia. Een van de crew-leden meldde vlak na het opstijgen brand in een van de vier motoren. Het toestel probeerde nog een circuit te draaien om opnieuw te kunnen landen op El Dorado maar tevergeefs. Twee mensen die aanwezig waren op de boerderij kwamen om (vader en zoon). Het toestel vervoerde bloemen van Colombia naar Florida.[8][9]

## Trivia
- Voor het opnemen van de film Air Force One huurde de filmmaatschappij een Boeing 747-146 van Kalitta Air (N703CK) en liet deze overschilderen in de kleuren van de Air Force One.[10]
- Via haar dochteronderneming Kalitta Charters heeft deze luchtvaartmaatschappij tevens het monopolie gekregen om alle overleden Amerikaanse soldaten in het buitenland terug naar de VS te repatriëren.
- In een aflevering van MythBusters wordt een tornado nagebootst met de motoren van een Boeing 747-146 van Kalitta Air, Jamie ligt in een speciaal ontworpen pak achter de straalmotor die op volle kracht 290 km per uur wind haalt.